# 戈利什夫 (盧茨克區)
50°41′12″N 25°20′21″E / 50.68667°N 25.33917°E
戈利什夫（烏克蘭語：Голишів），是烏克蘭的村落，位於該國西部沃倫州，由盧茨克區負責管轄，始建於1545年，面積0.8平方公里，海拔高度189米，人口339，人口密度每平方公里423.75人。